# ابونا
ابونا (به پرتغالی: Abunã) در برزیل است که در روندونیا واقع شده‌است.